# Labeo chrysophekadion
 Labeo chrysophekadion és una espècie de peix cipriniforme de la família dels ciprínids.

## Morfologia
Els mascles poden assolir els 90 cm de longitud total i els 7 kg de pes.

## Distribució geogràfica
Es troba a la conca del riu Mekong, Malàisia, Sumatra, Java i Borneo.